# パトリック・ヘンリー・ブルース

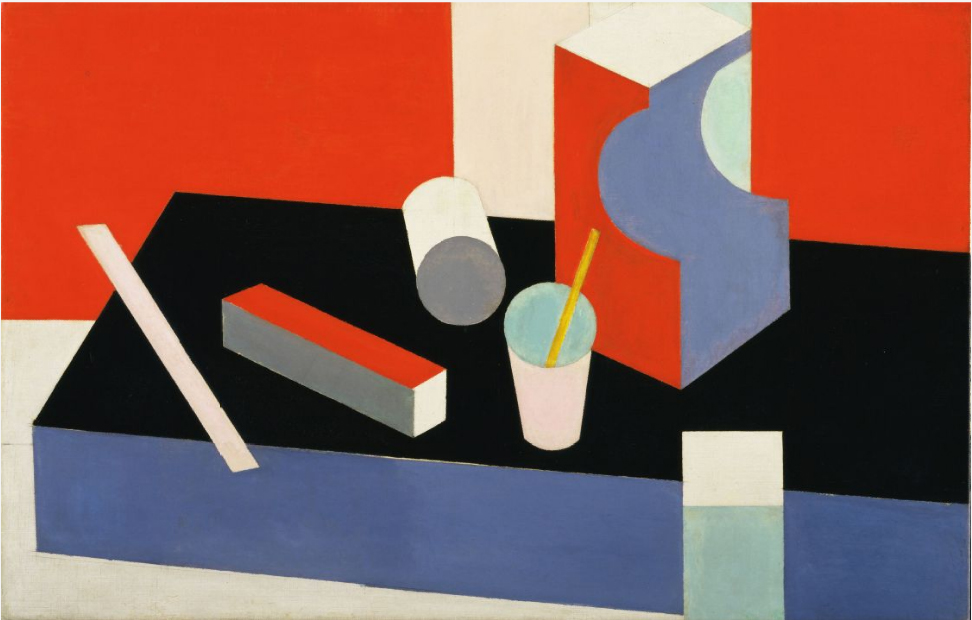
パトリック・ヘンリー・ブルース1928-1930年頃のブルースの作品

パトリック・ヘンリー・ブルース（Patrick Henry Bruce、1881年3月25日 - 1936年11月12日）はアメリカ合衆国のモダニズムの画家である。

## 略歴
バージニア州キャンベル郡に生まれた。独立戦争時にバージニア植民地の指導者として知られる、パトリック・ヘンリーを先祖に持ち、南北戦争で資産は減らしたが、かつては3000人の奴隷を使って農園を経営したファミリーの出身であった。不動産の会社で働きながら、1898年にリッチモンドの美術クラブの夜間コースで絵を学んだ。1900年に描いた絵が残されている。
1902年にニューヨークに移り、ウィリアム・メリット・チェイスやロバート・ヘンライ、ケネス・ヘイズ・ミラーらに学んだ。1904年までにはパリに移り、パリには1933年まで滞在した。1908年の作品にはルノワールやセザンヌの影響が見られたが、徐々にモダニズムの絵画のスタイルに変わっていった。アンリ・マティスが1908年から1911年まで教えた「アカデミー・マティス」の最初の学生の一人となった。
1908年から、サロン・ドートンヌに毎回、出展するようになり20世紀初頭の多くの指導的な前衛画家と知り合った。1912年からロベール・ドローネーとソニア・ドローネーの夫妻と親しく交流し、キュビスムよりも抽象化を進めた「オルフィスム」の画家たちの影響も受け、より抽象化を進めたスタイルになり、多くの芸術家に評価された 。
第一次世界大戦とその後の不景気でパリでしていた美術品の商売もうまくいかなくなり、健康も害して、1933年にアメリカに帰国した。1936年に手元に残った作品を廃却し、自らの生涯の痕跡をできるだけ消そうとした後、ニューヨークで自殺した。

## 作品

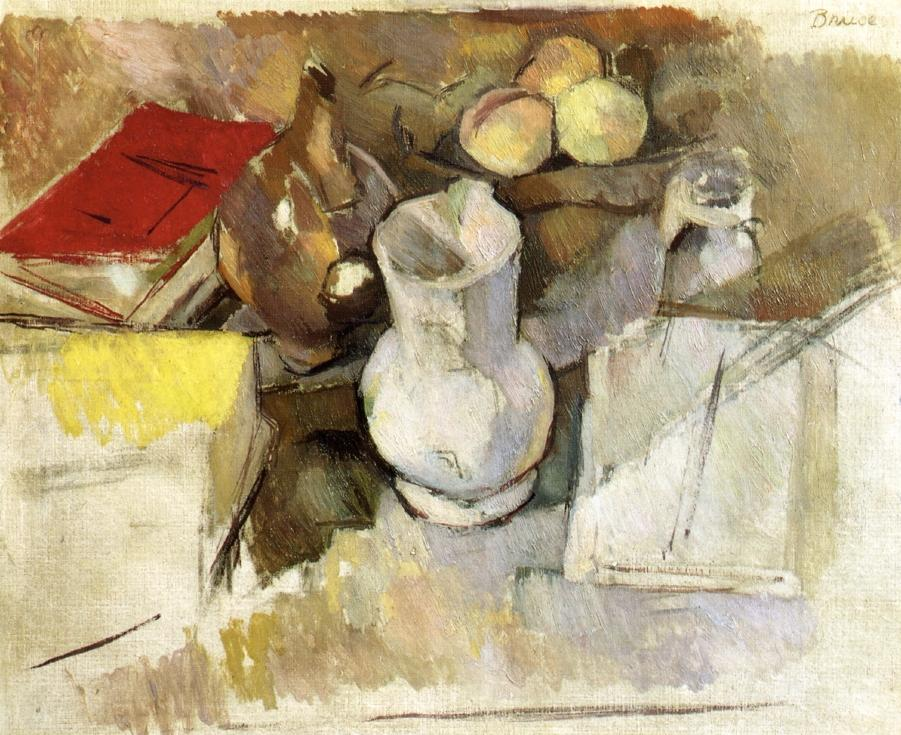
静物画 (1912)
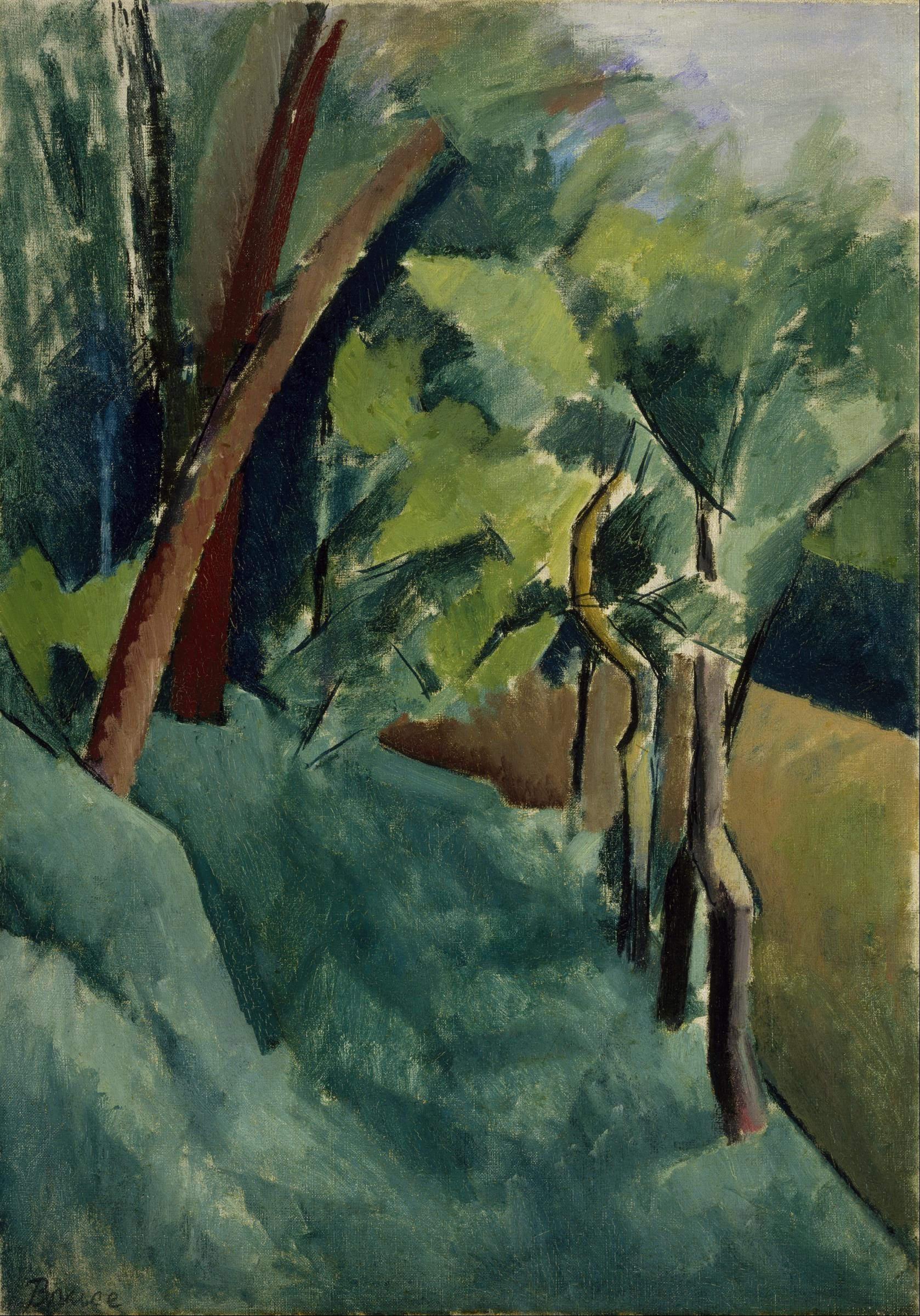
風景　(1910/1914)
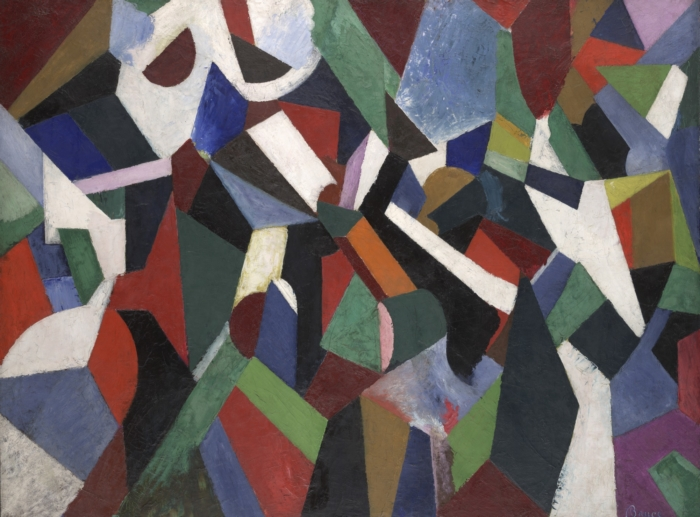
作品II (c.1916)
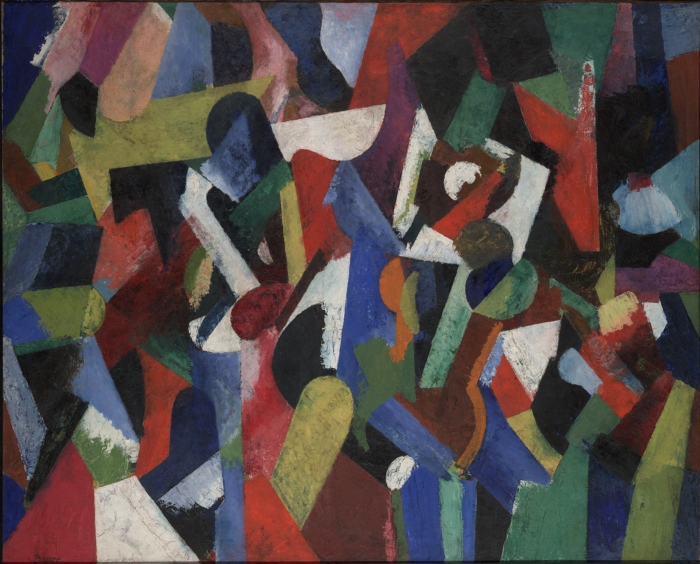
作品V (1916)
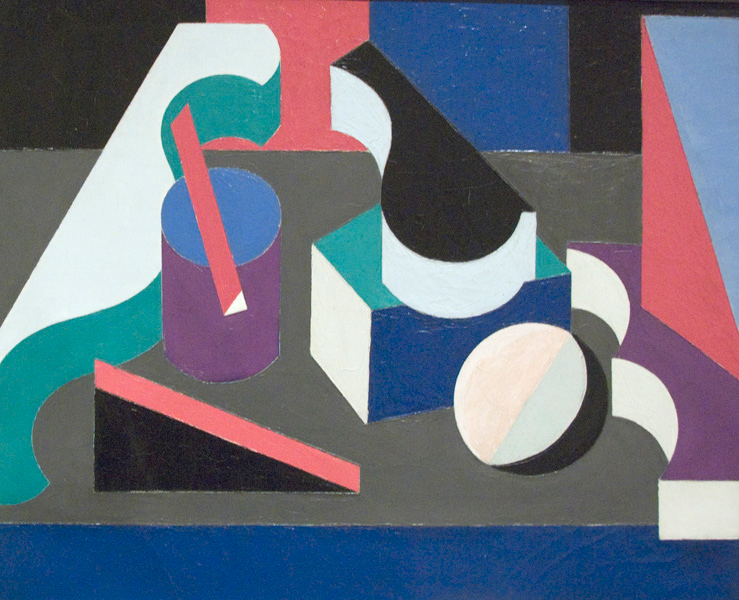
フォルム (c.1918)
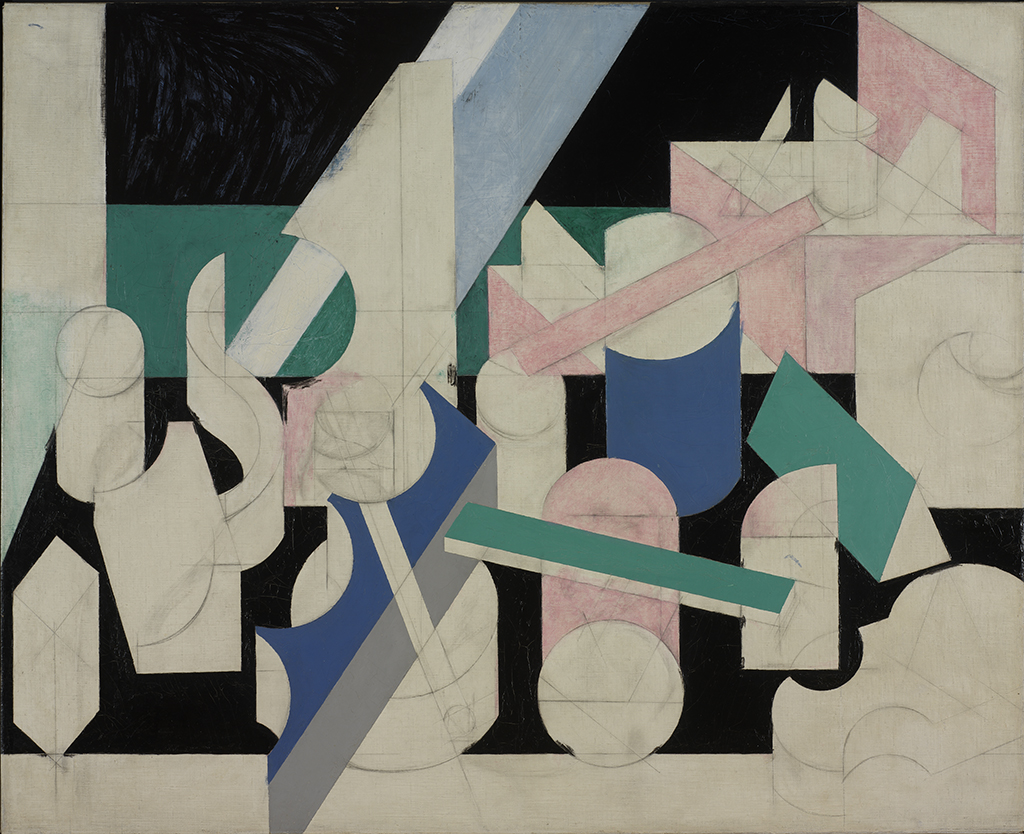
フォルム (c.1920)
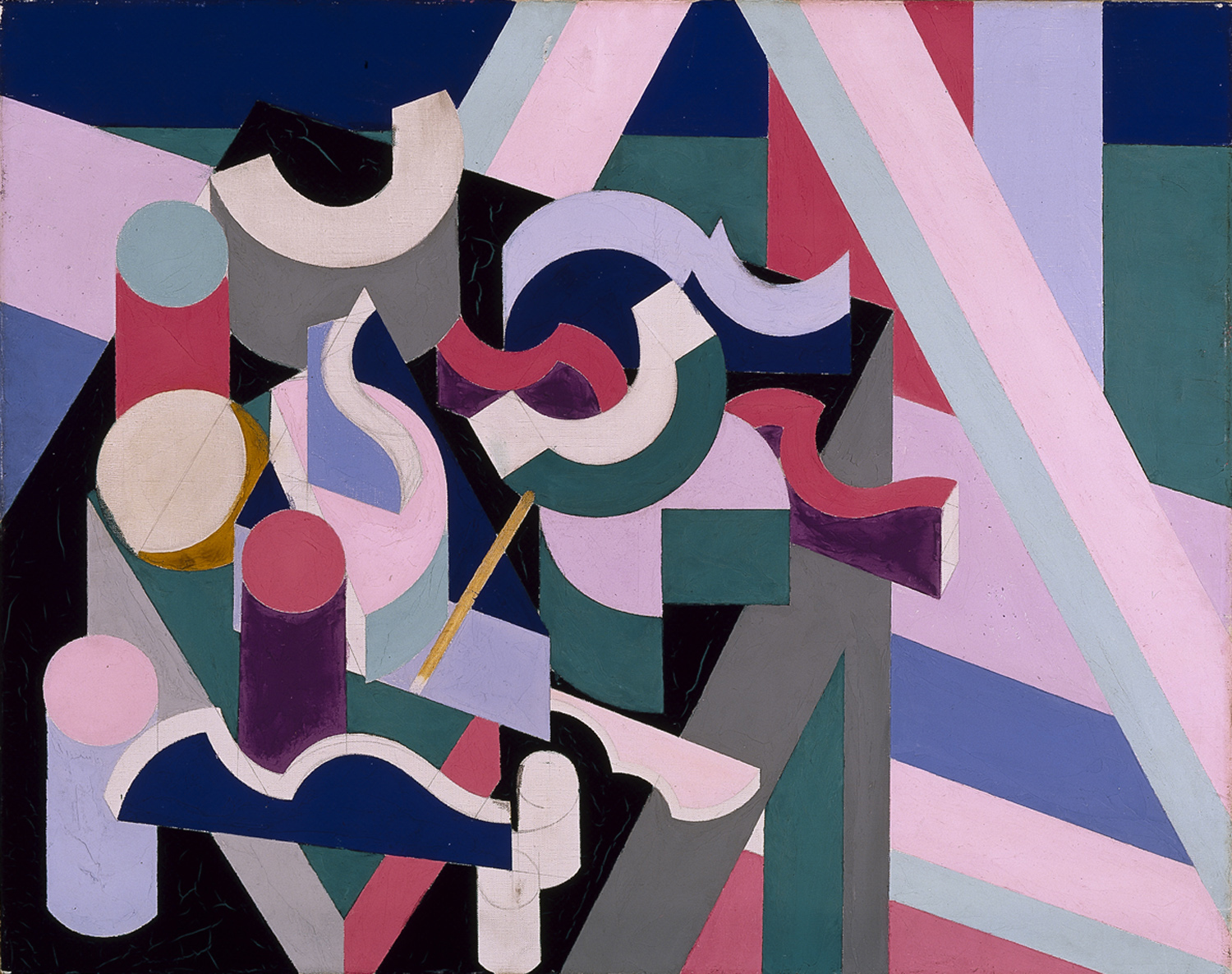
静物画 (c.1924)